# Forsthaus Neuhaus

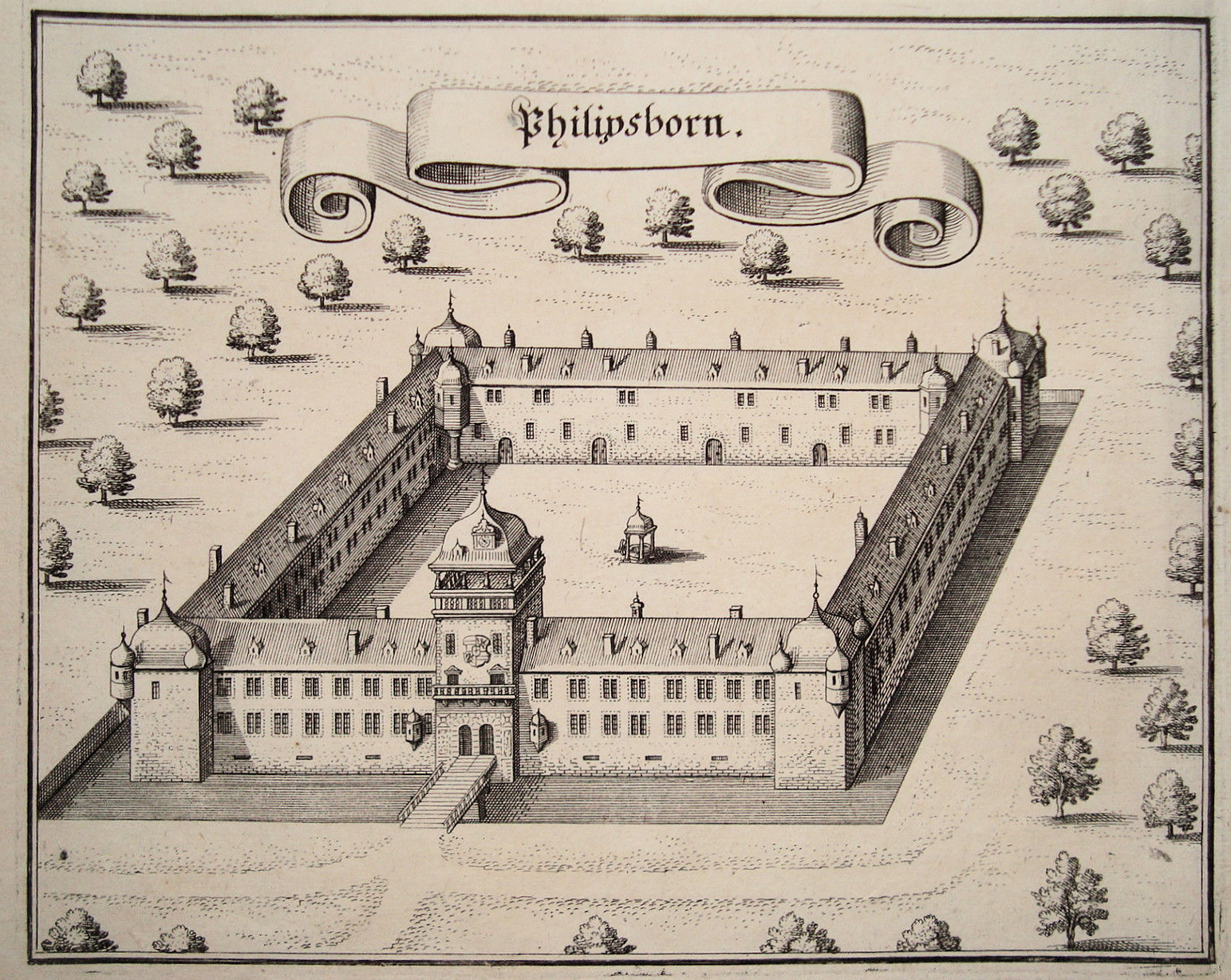
Schloss Philippsborn (Kupferstich aus dem 17. Jahrhundert)

Forsthaus Neuhaus ist eine denkmalgeschützte gutsähnliche Anlage bei Saarbrücken, die ein Veranstaltungs- und Fortbildungszentrum zum Thema „Wald“ beherbergt.

## Nutzung
„Forsthaus Neuhaus“ ist ein Naturschutzprojekt, dessen Initiatoren der NABU Saarland e. V., der SaarForst Landesbetrieb und das saarländische Ministerium für Umwelt sind. Kernpunkt des Forsthauses ist die „Scheune Neuhaus“, in der ein „Zentrum für Waldkultur“ eingerichtet wurde. Neben Wald- und ökopädagogischen Ausstellungen werden ganzjährig Führungen und Aktivitäten zu den unterschiedlichsten ökologischen Aspekten angeboten. Ein Arbeitsschwerpunkt liegt auf dem Projekt „Urwald vor den Toren der Stadt“, das 1997 begonnen und von der Deutschen Bundesstiftung Umwelt (DBU) gefördert wurde. Auf einer Fläche von ca. 1000 Hektar wird seit dieser Zeit auf jede forstwirtschaftliche Betätigung und auf landschaftspflegerische Maßnahmen verzichtet. Die Natur kann sich ausbreiten und entfalten, wie es ihr entspricht. Im Laufe der Jahre wird auf diese Weise ein Urwald mit neuen Lebensgemeinschaften von Tieren und Pflanzen entstehen. Begleitet wird das Projekt von Rangern der Naturwacht Saarland, einer Einrichtung in Trägerschaft der Naturlandstiftung Saar.
Die „Scheune Neuhaus“ dient auch als Veranstaltungsstätte für kulturelle, gesellschaftliche und private Veranstaltungen. In einem modernen Anbau an das historische Forsthaus befindet sich ein Restaurant.

## Geschichte
Die „Scheune Neuhaus“ ist der älteste Teil des Forsthauses. Sie wurde um die Mitte des 19. Jahrhunderts (Inschriften 1832, 1849) im Bereich einer alten Schlossanlage erbaut, als deren Ursprung eine Waldburg der Grafen von Nassau-Saarbrücken namens Wanborn aus dem 12. Jahrhundert angenommen wird. 1570 soll Graf Johann IV. die Burg abgebrochen haben. Sein Nachfolger, Graf Philipp III. von Nassau-Saarbrücken, ließ 1576 von dem kurpfälzischen Baumeister Christmann Strohmeier eine im Renaissancestil gehaltene Vierflügelanlage, das Jagdschloss Philippsborn, errichten. Aus dieser Zeit ist noch der Gewölbekeller erhalten. Im Dreißigjährigen Krieg wurde die Anlage zerstört, Mitte des 18. Jahrhunderts wurde sie wieder aufgebaut. Zu diesem Zeitpunkt tauchte auch erstmals der Name „Jagdschloss Neuhaus“ auf.
Fürst Wilhelm Heinrich von Saarbrücken erkannte die agrarökonomischen Möglichkeiten des Gebietes um das Jagdschloss und ließ es in den Jahren 1740 bis 1768 zu einem Gutshof mit weitläufigen Wiesen-, Weide- und Ackerflächen umbauen. In diesen Zeiten wurden die Namen Neuhäuserhof und Neuhauserhof benutzt. Im Verlauf der Französischen Revolution wurden 1793 große Teile der Anlage von den napoleonischen Truppen niedergebrannt. Ein Teil der Anlage wurde wieder aufgebaut und bis Mitte des 19. Jahrhunderts bewirtschaftet, danach wurden die Gebäude Sitz der Forstverwaltung (bis 1991). Bis zum Jahr 1950 hielt sich der Name Forsthaus Wanborn, danach setzte sich der heutige Name Forsthaus Neuhaus durch.
Heute haben sich noch wesentliche Teile des ehemaligen Schlosses erhalten. Im Grundriss war das Schloss annähernd quadratisch und hatte vier Ecktürme. Es war ursprünglich wohl von einem Wassergraben umgeben und hatte einen Zugang mit (Zug-)Brücke von der Südseite. Erhalten sind davon die Umfassungsmauern und vor allem die Fundamente in den Gebäuden der Südseite mit Kellergewölben und dem Stumpf des Südwestturmes. Auch der Graben und die ehemalige Brücke sind noch deutlich zu erkennen.

In der Nähe befindet sich das denkmalgeschützte Forsthaus Wolfsgarten, ein schlichter Bau von 1830 mit Walmdach und Nebengebäuden.

## Foto-Galerie

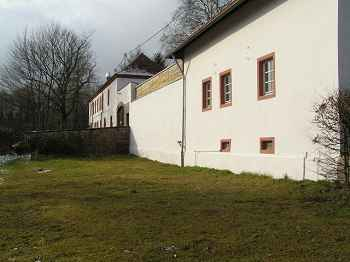
Ansicht von Südost mit Graben und ehemalige Brücke
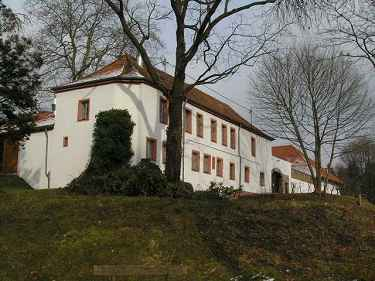
Ansicht von Südwest mit Turmstumpf
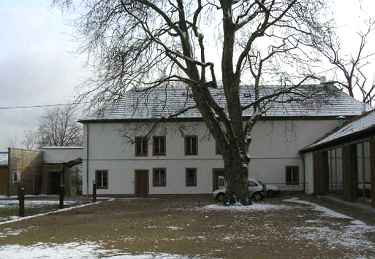
Ansicht von der Hofseite
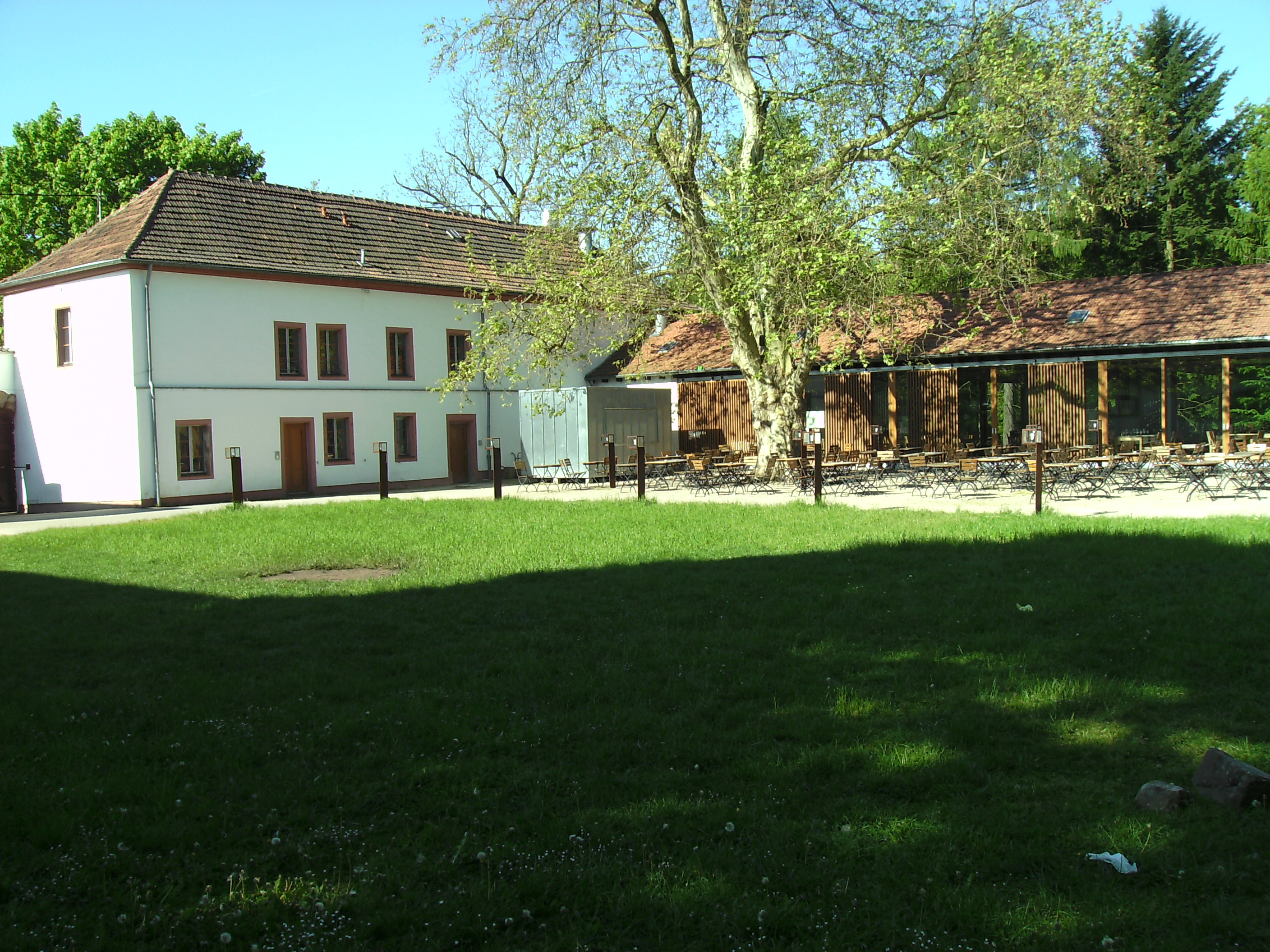
Forsthaus Neuhaus: Innenhof des Zentrums für Waldkultur
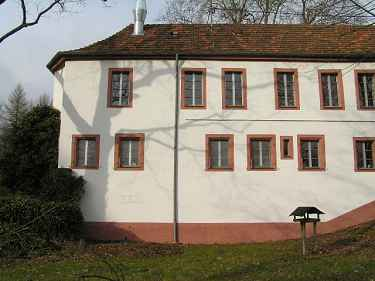
Ansicht von Süden mit Turmstumpf
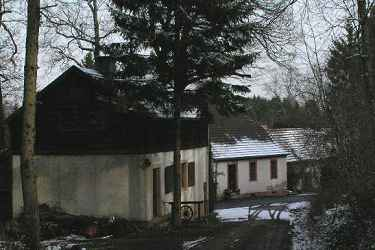
Forsthaus Wolfsgarten
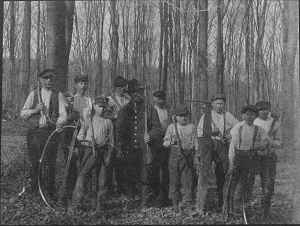
Waldarbeiter um 1910
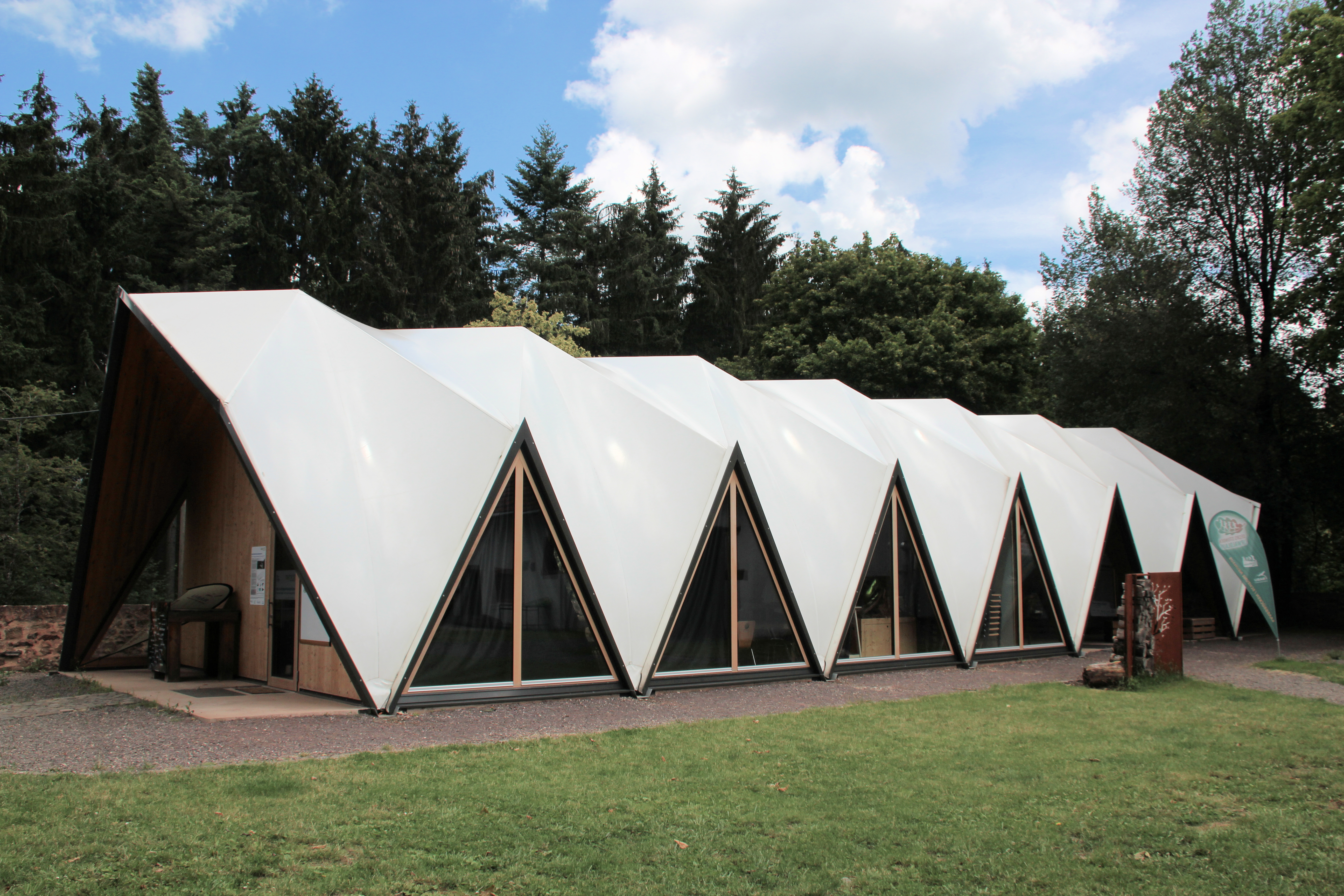
Waldinformationszentrum am Forsthaus Neuhaus
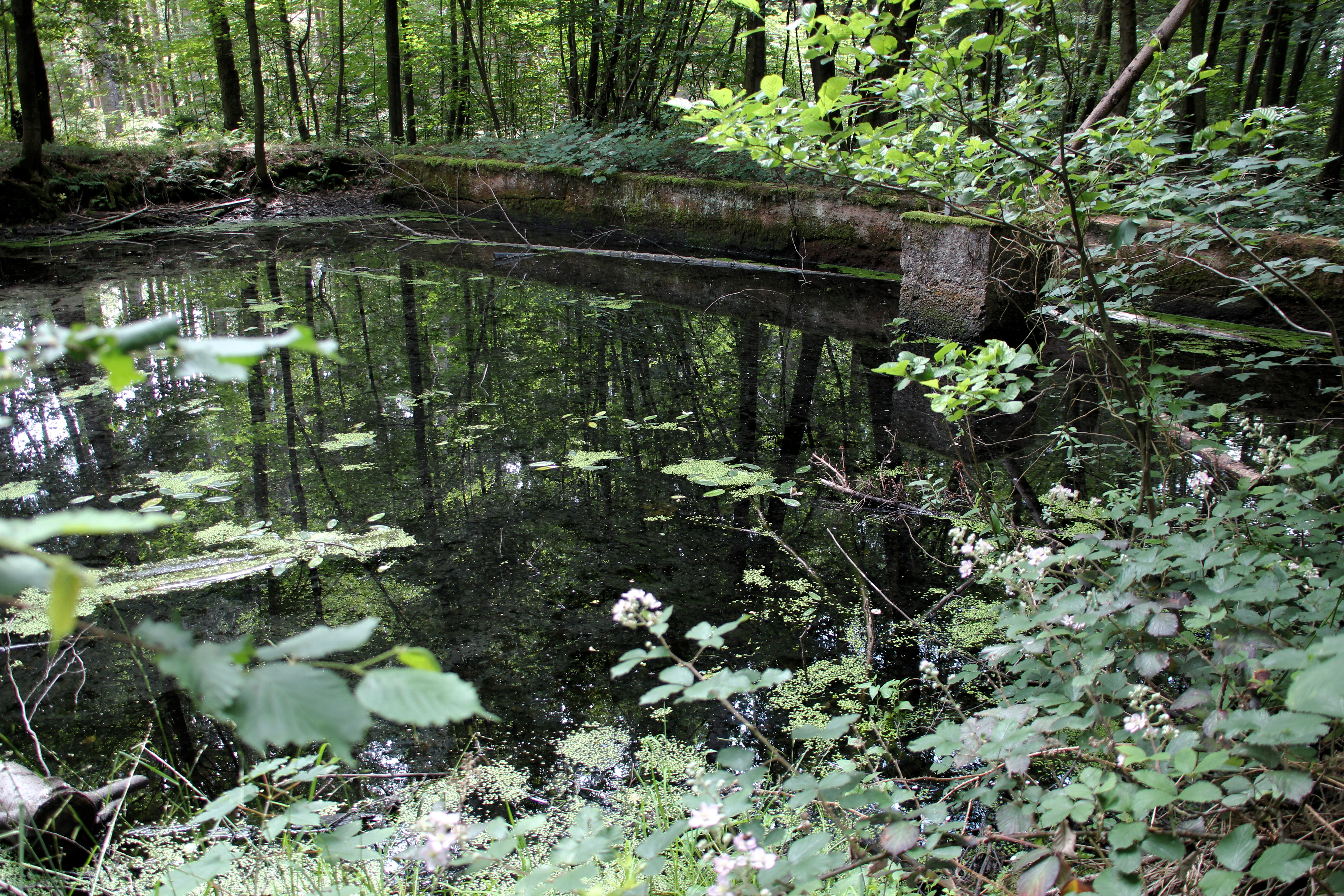
Waschbrunnen des Neuhauser Hofes